# Hotel Společenský dům
Hotel Společenský dům (také Hotel Baťov) je funkcionalistická budova v Otrokovicích v okrese Zlín. Je chráněna jako kulturní památka.

## Historie
Během 30. let 20. století zaznamenaly Otrokovice velký růst díky Tomáši Baťovi, který nechal budovat pomocné továrny své firmy. V této době vyrostla čtvrť Baťov. Roku 1933 byla vypsána architektonická soutěž a zúčastnili se jí F. L. Gahura, Antonín Vítek a Vladimír Karfík. Vladimír Karfík nakonec soutěž na podobu společenského domu vyhrál. 24. dubna 1935 stavba začala. Stavba stála 5,6 milionů Korun československých. Výstavba byla náročná, v místě staveniště bylo kalné jezero s naplavenou půdou. Terén tak musel být navýšen a pod budovou vybudována důmyslná síť studní a kanálů. Objekt byl dokončen roku 1936 a slavnostně otevřen 30. dubna 1936. Otevření se zúčastnil Jan Antonín Baťa. Do provozu byl hotel uveden o den později. 18. června 1936 pak objekt navštívil i prezident Edvard Beneš.
Společenský dům byl centrem dění, odehrávala se zde boxerská, kulečníková či šachová klání. Odehrávaly se zde i bohoslužby. Nacházela se zde restaurace. I po druhé světové válce a únorovém puči zůstala funkce domu nezměněna. Fungoval zde spolkový život, pořádala se zde divadla, představení i besedy. Národní podnik Rudý říjen (dnes Continental Barum) zde pořádal plesy. Později správu převzal podnik Restaurace a jídelny. Po sametové revoluci byl objekt zprivatizován firmou Kodek. V roce 1994 budovu získala budovu společnost BEZA a o dva roky později jej odkoupili podnikatelé Jiří Mikoška a Petr Valenta.
Hotel těžce postihly povodně v roce 1997. Bylo poškozeno celé přízemí budovy. Do opravy objektu vložili majitelé údajně 50 milionů korun a budova byla uvedena do provozu 26. července 1998. V letech 2003 až 2006 byla provedena ještě řada menších oprav. Majitelé budovy upadli později do velkých dluhů a objekt měl být dokonce roku 2012 prodán v dražbě, od toho bylo však nakonec upuštěno kvůli insolvenci majitelů. V roce 2014 byl Hotel Společenský dům prohlášen kulturní památkou.

## Popis
Funkcionalistický objekt má půdorys trojcípé hvězdy. Symbolicky připomíná vrtuli letadla, ve kterém roku 1932 zahynul Tomáš Baťa. Hlavním vstupem umístěným mezi dvě křídla je budova orientovaná k přilehlému parkovému náměstí. Centrální polygon je dispozičně rozvržen tak, že jsou v něm mezi tři rozbíhající se křídla vklíněny tři přibližně čtvercové dispoziční bloky. Uprostřed objektu se nachází šestiúhelníková hala. Na střeše se nachází provozní prostory a strojovna výtahu.
Dům stojí na betonových studních v hloubce šest metrů.